# Crystal Energy
「Crystal Energy」（クリスタル・エナジー）は、栗林みな実の10作目のシングル。2006年2月22日にLantisから発売された。

## 概要
「Crystal Energy」は、テレビ東京系アニメ『舞-乙HiME』後期オープニングテーマ。ジャケットにはニナ・ウォンのイラストが描かれている。

## 収録曲
全作詞・作曲：栗林みな実
1. Crystal Energy
  - 編曲：飯塚昌明
2. 風と星に抱かれて…
  - 編曲：大久保薫
3. Crystal Energy (instrumental)
4. 風と星に抱かれて… (instrumental)